# كورنيليا وارن
كورنيليا وارن (بالإنجليزية: Cornelia Warren)‏ هي فلاحة أمريكية، ولدت في 21 مارس 1857 في والثام في الولايات المتحدة، وتوفي بنفس المكان في 5 يونيو 1921.